# Ледени змај
Ледени змај (енгл. The Ice Dragon) је дечја фантастична новела америчког писца Џорџа Р. Р. Мартина, први пут објављена 1980. године у антологији Змајеви светлости, са илустрацијама Алише Остин. Касније је укључена у Мартинову колекцију Портрети његове деце из 1987, са илустрацијама Вал Линдан и Рона Линдана. Причу је 2007. илустровала Ивон Гилберт, а 2014. године Луис Ројо.
Књигу је у Србији објавила издавачка кућа Лагуна 28. новембра 2019. године, у преводу Николе Пајванчића.

## Радња
У свету који је претходио Песми леда и ватре ледени змај био је застрашујуће створење о којем су се испредале легенде јер га нико никада није укротио. Тамо куда би пролетео, за собом би остављао траг хладне и смрзнуте пустоши. Али Адара се није бојала. Јер Адара је била зимско дете, рођено за време најгоре студени, какве су се само још стари богови могли сетити.
Адара се не сећа кад је први пут видела леденог змаја. Чини јој се као да је он одувек био с њом, као да ју је издалека посматрао док се играла у хладном снегу, дуго након што су друга деца побегла од хладноће. У својој четвртој години га је дотакла, а у петој га је први пут јахала.
Једног мирног летњег дана, када јој је било седам година, ватрени змајеви са севера сишли су на мирну фарму која је била Адарин дом. Од потпуне пропасти могла га је спасти само она, зимско дете, и ледени змај који ју је волео.

## Филмска адаптација
У мају 2018, студио Warner Animation Group је стекао права за снимање дугометражног анимираног филма заснованог на књизи, са Мартином као продуцентом и његовим менаџером, Винсом Герадисом, као извршним продуцентом. У октобру 2022. године, Мартин је рекао да ће Дејвид Ентони Дарам написати сценарио за филм.